# Luigi Montini
Luigi Montini (Milano, 24 febbraio 1934) è un attore e doppiatore italiano.

## Biografia
Nato a Milano nel 1934. Cresce artisticamente a Roma, iniziando con piccoli ruoli, ma è il teatro la sua grande passione. Nel cinema impersona l'impresario Pavia nel film Turné, e il Pope, nel film vincitore dell'Oscar nel 1992, Mediterraneo, entrambi di Gabriele Salvatores. Come doppiatore ha prestato la voce a Mr. T, mentre, come attore, ha partecipato a numerose fiction Rai e Mediaset. Negli anni novanta è presente negli spot pubblicitari, in televisione nella fiction Un medico in famiglia nel ruolo di Carlo Foschi, ed infine nella fiction Il maresciallo Rocca nel 1996, nel 2003, e nel 2005. Nel 2007 partecipa interpretando diversi ruoli nello sceneggiato, con Veronica Pivetti, Provaci ancora prof!. Nel 2008 partecipa alla serie televisiva I Cesaroni, nel ruolo del dottor Zorzi.

## Filmografia

### Cinema
- Satanik, regia di Piero Vivarelli (1968)
- Decameron nº 3 - Le più belle donne del Boccaccio, regia di Italo Alfaro (1972)
- Il vero e il falso, regia di Eriprando Visconti (1972)
- Viola, episodio di Canterbury proibito, regia di Italo Alfaro (1972)
- La colonna infame, regia di Nelo Risi (1972)
- Sentivano... uno strano, eccitante, pericoloso puzzo di dollari, regia di Italo Alfaro (1973)
- Il miracolo, episodio di I giochi proibiti de l'Aretino Pietro, regia di Piero Regnoli (1973)
- Roma rivuole Cesare, regia di Miklós Jancsó (1974)
- Lezioni di violoncello con toccata e fuga, regia di Davide Montemurri (1976)
- Per questa notte, regia di Carlo Di Carlo (1977)
- Il prefetto di ferro, regia di Pasquale Squitieri (1977)
- Panagulis vive, regia di Giuseppe Ferrara (1980) – versione per il cinema
- Il bandito dagli occhi azzurri, regia di Alfredo Giannetti (1980)
- Delitto di stato, regia di Gianfranco De Bosio (1982)
- Il tifoso, l'arbitro e il calciatore, regia di Pier Francesco Pingitore (1982)
- Il pentito, regia di Pasquale Squitieri (1985)
- Mezzo destro mezzo sinistro - 2 calciatori senza pallone, regia di Sergio Martino (1985)
- Ultimo minuto, regia di Pupi Avati (1987)
- Russicum - I giorni del diavolo, regia di Pasquale Squitieri (1989)
- La morte è di moda, regia di Bruno Gaburro (1989)
- Turné, regia di Gabriele Salvatores (1990)
- Mediterraneo, regia di Gabriele Salvatores (1991)
- Il muro di gomma, regia di Marco Risi (1991)
- Miele dolce amore, regia di Enrico Coletti (1994)
- Celluloide, regia di Carlo Lizzani (1996)
- Squillo, regia di Carlo Vanzina (1996)
- La medaglia, regia di Sergio Rossi (1997)
- Dio c'è, regia di Alfredo Arciero (1998)
- Li chiamarono... briganti!, regia di Pasquale Squitieri (1999)
- Il pranzo della domenica, regia di Carlo Vanzina (2004)
- Lascia perdere, Johnny!, regia di Fabrizio Bentivoglio (2007)

### Televisione
- L'affare Dreyfus, regia di Leandro Castellani – miniserie TV (1968)
- Le inchieste del commissario Maigret – serie TV, 1 episodio (1968)
- Giocando a golf una mattina, regia di Daniele D'Anza – miniserie TV (1969)
- Nero Wolfe – serie TV, 1 episodio (1969)
- La sostituzione, regia di Franco Brogi Taviani – film TV (1971)
- Extra, regia di Daniele D'Anza – miniserie TV (1976)
- Camilla, regia di Sandro Bolchi – miniserie TV (1976)
- Sarti Antonio brigadiere, regia di Pino Passalacqua – miniserie TV (1978)
- Anna Kuliscioff, regia di Roberto Guicciardini – miniserie TV (1981)
- Panagulis vive, regia di Giuseppe Ferrara – miniserie TV (1982)
- Italian Restaurant – serie TV (1994)
- Il caso Bebawi, regia di Valerio Jalongo (1996) – film TV della serie I grandi processi
- Il maresciallo Rocca – serie TV, 10 episodi (1996, 2003-2005)
- Un medico in famiglia – serie TV, alcuni episodi (1998, 2007)
- L'ispettore Giusti – serie TV, 1 episodio (1999)
- Non lasciamoci più – serie TV, 1 episodio (1999)
- Don Matteo – serie TV, 1 episodio (2000)
- Benedetti dal Signore – serie TV, (2004)
- L'uomo sbagliato, regia di Stefano Reali – miniserie TV (2005)
- Carabinieri – serie TV (2005)
- Il veterinario, regia di José María Sánchez – miniserie TV (2005)
- Provaci ancora prof! – serie TV, 1 episodio (2007)
- I Cesaroni – serie TV, 2 episodi (2008)
- La donna che ritorna, regia di Gianni Lepre – miniserie TV (2012)
- Un passo dal cielo – serie TV, 1 episodio (2012)
- Le mani dentro la città – serie TV, 2 episodi (2014)
- 1993 – serie TV, episodio 2x01 (2017)
- Non uccidere – serie TV, episodi 2x03-2x04 (2017)

## Prosa televisiva Rai
- Ulisse e la balena bianca, riduzione di Vittorio Gassman da Herman Melville, trasmessa il 28 maggio 1993.

## Doppiaggio

### Film
- Tom Atkins in Creepshow, 1997: Fuga da New York
- Bob Hoskins in Cotton Club, Sirene
- Agustín González in Belle Époque
- Merv Griffin in Anime gemelle
- David Bradley in Il giardino di mezzanotte
- Klaus Michael Grüber in Gli amanti del Pont-Neuf
- Admir Glamocakin in Benvenuto Mr. President
- Ward Bond in La più grande avventura
- Raymond Walburn in Lo stato dell'Unione
- Renato D'Amore in Eccezzziunale... veramente, Il ragazzo di campagna
- Renato Salvatori in Asso
- Charles Hallahan in Il cavaliere pallido
- Geoffrey Copleston in Vediamoci chiaro
- Cristiano Audone in Tutti dentro

### Televisione
- Günther Stoll ne L'ispettore Derrick
- Mr. T in A-Team
- Don Pedro Colley in Hazzard
- James Victor in Zorro
- Ed O'Neill in Sposati... con figli
- Alain Cuny in Il corsaro